# Тернопільська музична школа № 1 імені Василя Барвінського
Тернопільська музична школа № 1 імені Василя Барвінського — початковий спеціалізований мистецький навчальний заклад Тернопільської міської ради в м. Тернополі Тернопільської області. Школа названа на честь українського композитора, піаніста, педагога, диригента Василя Барвінського.
Будинок музичної школи є пам'яткою архітектури місцевого значення, охоронний номер 2004.

## Історія
У 1929 році в Тернополі відкрили філіал Львівського Вищого музичного інституту імені Миколи Лисенка (нині національна музична академія), який через 10 років став дитячою музичною школою № 1.

## Педагогічний колектив
- Надія Михайлівна Семчишин — директор

## Відомі випускники
- Василь Дунець (нар. 1948) — український інженер-автодорожник, автор і виконавець пісень.
- Мар'яна Рудакевич (1986—2003) — українська поетеса.